# Sant Jeroni de la Vall d'Hebron
Sant Jeroni de la Vall d'Hebron fou un monestir de jerònims situat a les envistes de Barcelona, a la muntanya de la Vall d'Hebron, dins l'antiga parròquia de Sant Genís dels Agudells, als vessants meridionals de la serra de Collserola.

## Història

### Antecedents
Abans de les primeres referències escrites sobre el monestir, hom coneix l'existència d'ermitans escampats per la muntanya, que ja era coneguda, per aquest motiu, com la Vall d'Hebron, per similitud amb la vall palestina. Les primeres notícies del lloc no apareixen fins a l'any 1386, quan el bisbe va atorgar llicència a un dels ermitans, fra Ponç Astars, per a poder celebrar missa amb altres ermitans com ell, disposant d'oratori propi i cementiri.

### Fundació
La fundació del monestir fou deguda a la voluntat de la reina Violant de Bar, esposa de Joan I d'Aragó. Aquesta va fer venir el 1393 vuit monjos de Sant Jeroni de Cotalba (Safor, País Valencià), entre els quals el prior Jaume-Joan Ibáñez, va obtenir l'autorització papal, el va dotar econòmicament i va començar-ne la construcció.
El papa d'Avinyó Climent VII, mitjançant el bisbe de Lleida Gerard de Requesens, va autoritzar la fundació del monestir el 18 d'octubre de 1393, amb el nom de Sant Jeroni de Coll de Cerola (de la vall d'Hebron començà a dir-se'n al segle XV) i designà Jaume Joan Ibañez com a primer prior del monestir. La reina dotà àmpliament la comunitat i el papa Benet XIII assignà la parròquia de Sant Genís dels Agudells al nou monestir el primer de març de 1396. El 1398 ja era gairebé acabat.
El 1414 disposava de deu membres i una biblioteca apreciable. El claustre es va aixecar a iniciativa de la reina consort Maria de Castella, esposa del rei Alfons el Magnànim, que hi sojornava alguns dies xafogosos d'estiu.

### Lloc d'estadiatge
A mitjan segle xv la reina Maria de Castella, esposa del comte rei Alfons el Magnànim va veure que el monestir tenia mancances i va donar impuls a les noves obres.
Fou tradicionalment visitat per la gent distingida de Barcelona, que s'hi hostatjaven per Nadal i per Setmana Santa. Arribà als vint membres durant el segle xvii, quan fou renovat en part els anys 1670 i 1671. Tanmateix, degut a les penúries econòmiques, hagué de censar les seves terres l'any 1767.
Depenien del monestir les parròquies de Sant Martí de Cerdanyola i de Sant Genís dels Agudells, servides primer per frares i més tard per sacerdots designats pel prior. Tenia entorn seu tres capelletes, la de Santa Magdalena, la del Sant Sepulcre i la de Sant Onofre, que han deixat restes i topònims a la Vall d'Hebron.

### Decadència i desaparició
En els anys del segle xvii i començaments del xviii, pel fet de la situació estratègica i dominant del monestir, va propiciar l'ocupació per diversos comandaments militars que s'hi van establir durant els assetjaments a la ciutat. El monestir va veure transcórrer el pas dels segles fins a l'any 1808 en què fou saquejat pels francesos en el transcurs de la Guerra del Francès.

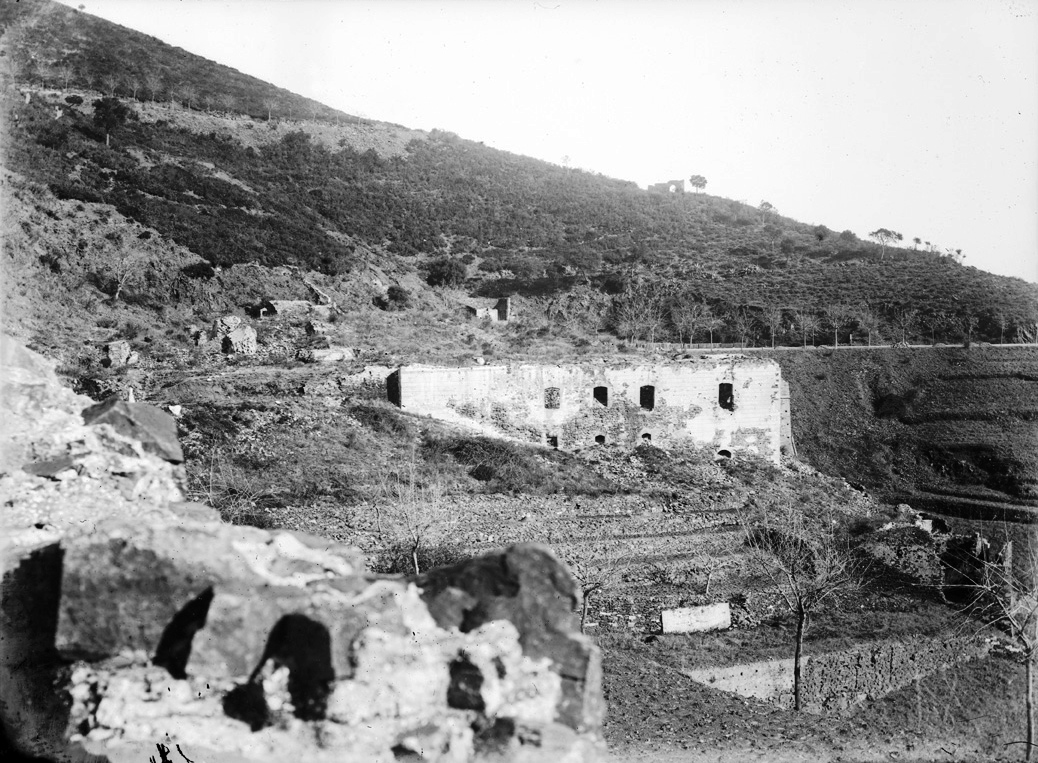
Ruïnes del monestir, cap el 1890, amb la carretera de la Rabassada recentment construïda

El 1808 les tropes franceses el van incendiar i va quedar destruït en part, biblioteca inclosa, on es conservava un manuscrit de Ramon Llull. El 1820 el govern suprimiria els monestirs dels ordes religiosos. Totes les propietats i els béns dels convents suprimits, serien desamortitzats en favor de l'estat. En 1821 es va declarar a Barcelona una epidèmia de febre groga i s'hi van instal·lar els malalts empestats. El març de 1822 es va subhastar el conjunt del monestir, objectes, materials i terres. Amb l'epidèmia de còlera a Barcelona el 1834 es va tornar a fer servir el monestir però l'aïllament no va evitar el contagi, ja que va morir força gent inclòs l'hortolà del monestir i el vicari de Sant Genís dels Agudells. El juliol de 1835 uns milicians es van presentar al monestir i van saquejar el que van poder i després el van incendiar. Definitivament va quedar abandonat. Posteriorment va ser adquirit per Josep Carbonell, el sogre de Víctor Balaguer, qui de fet es va casar en aquest monestir.
El 1877 es va traçar la carretera de Gràcia a Manresa (l'anomenada carretera de la Rabassada) i es va fer passar pel mig de les dependències abandonades del monestir.
Abans de construir-se la carretera, un dels camins que pujaven a Sant Genís era el que venia des d'Horta per terres de la Granja Vella fins a l'església i des d'allà remuntava el torrent de Sant Genís pel vessant de ponent fins a 300 metres d'altitud. Al mateix nivell a l'altre vessant s'alçaven les edificacions del monestir. Aquest camí és actualment el carrer Cànoves.
Després de la destrucció havien quedat alguns vestigis reconeixibles, però amb la construcció d'una benzinera (a la segona meitat del segle xx) al lloc mateix on es va alçar l'edifici medieval va fer-los desaparèixer i actualment només queden algunes restes dels antics murs.
En l'actualitat ha desaparegut quasi en la seva totalitat, si bé encara poden localitzar-se algunes restes a la vora de la carretera de l'Arrabassada.
El CRAI Biblioteca de Fons Antic de la Universitat de Barcelona conserva, arran de la desamortització dels convents del 1835, alguns llibres provinents del Monestir de la Vall d'Hebron, que actualment sumen quasi una desena d'edicions. Així mateix, ha registrat i descrit diversos exemples de les marques de propietat que van identificar el convent al llarg de la seva existència.

## Extensió
Les possessions del monestir abastaven una extensa rodalia boscosa assentada damunt l'estrep oriental de la serra de Collserola. A banda d'enclavaments dispersos de diferents boscos, tenien vinyes i aigua abundant, horta, oliveres i garrofers. Al segle xviii els frares van adquirir en propietat terrenys agrícoles entre el torrent de Sant Genís i el torrent de Pomaret, tot al llarg del tossal que des del monestir anava fins a la Clota. Formaven part d'unes antigues heretats, que serien a partir de la compra dels monjos, la Granja Vella i la Granja Nova, de Sant Jeroni.
- Monestir de la Murta (Alzira)
- Sant Jeroni de la Vall d'Hebron (Barcelona)
- Sant Jeroni de la Murtra (Badalona)
- Monestir de Sant Miquel dels Reis (València) .
- Sant Jeroni de Cotalba (Alfauir)